# Silver and Gold dance
「Silver and Gold dance」（シルバー・アンド・ゴールド・ダンス）は、trfの4枚目のシングル。1993年11月21日にavex traxから発売された。

## 解説
- CD自体は2曲目の「Winter Grooves」と併せて両A面シングルの作りとなっているが、本項では公式サイトに準じた形で記載する。
- シングル「愛がもう少し欲しいよ」と同時発売。プロモーションでは本作と「愛がもう少し欲しいよ」、同年12月発売の「寒い夜だから…」の3作品をまとめて「trf 3部作」と銘打たれていた。
- 300枚限定でアナログ盤が発売された[1]。

## 収録曲
| 全作詞・作曲・編曲: 小室哲哉。 |                                          |          |            |      |
| #                              | タイトル                                 | 作詞     | 作曲・編曲 | 時間 |
| 1.                             | 「Silver and Gold dance (DANCE MIX)」    | 小室哲哉 | 小室哲哉   | 3:46 |
| 2.                             | 「Winter Grooves (ORIGINAL MIX)」        | 小室哲哉 | 小室哲哉   | 5:16 |
| 3.                             | 「Silver and Gold dance (INSTRUMENTAL)」 | 小室哲哉 | 小室哲哉   | 3:44 |
| 4.                             | 「Winter Grooves (INSTRUMENTAL)」        | 小室哲哉 | 小室哲哉   | 5:17 |
| 合計時間:                      | 合計時間:                                | 18:03    |            |      |

## 楽曲解説
1. Silver and Gold dance
  - 「千夜一夜物語」をモチーフに「ミステリアスな中東の夜の陰陽」がテーマ[2]。
  - 2006年にT.M.Revolutionがカバー。「Silver and Gold dance -meets T.M.Revolution-」のタイトルでTRFのアルバム『Lif-e-Motions』に収録された。
2. Winter Grooves (ORIGINAL MIX)
  - 「JAL SKI '94 北海道」キャンペーン・ソング。
  - イタロ・ハウスをtrf流にライトにまとめ制作した[2]。
  - 9枚目のシングル「masquerade」のカップリングに「VELFARRE snow club mix」で収録。

## 収録アルバム
Silver and Gold dance
- 『WORLD GROOVE』
※ Remixバージョンで収録
- 『BRAND NEW TOMORROW』
※ Silver & Gold dance (TK & KC) バージョンとして収録
- 『WORKS -THE BEST OF TRF-』
- 『TRF 15th Anniversary BEST -MEMORIES-』
※ BATTERY MIXバージョンで収録
- 『TRF 20TH Anniversary COMPLETE SINGLE BEST』

Winter Grooves
- 『WORLD GROOVE』
- 『BRAND NEW TOMORROW』
※ Winter Grooves'96として収録
- 『TRF 15th Anniversary BEST -MEMORIES-』

## カバー
- 大和アレクサンダー（CV.武内駿輔） - 2019年7月24日発売予定のシングル『KING OF PRISM -Shiny Seven Stars- マイソングシングルシリーズ 大和アレクサンダー』に収録。テレビアニメ『KING OF PRISM -Shiny Seven Stars-』第9話エンディングテーマ。